# Souhvězdí Jižní ryby
Jižní ryba je jedno z 88 souhvězdí moderní astronomie, leží na jižní obloze. Též je jedním ze 48 souhvězdí zavedených Ptolemaiem. Jižní ryba tvoří spolu s Rybami, Velrybou, Kozorožcem, Eridanem a Delfínem skupinu "vodních souhvězdí" seskupených okolo Vodnáře. Nachází se přesně pod ním.

## Mytologie
Název souhvězdí má původ ve starověké egyptské báji. Podle této báje to byla malá ryba, která zachránila egyptskou bohyni Isis před utopením. Za tuto službu se dostala na oblohu jako souhvězdí. Pro Babylóňany byla tato skupina hvězd božstvo Oannes.

## Hvězdy
| Hvězda | Jméno     | Hvězdná velikost |
| ------ | --------- | ---------------- |
| α PsA  | Fomalhaut | 1,16m            |
| β PsA  | β PsA     | 4,29m            |
| γ PsA  | γ PsA     | 4,46m            |
| δ PsA  | Aboras    | 4,20m            |

Fomalhaut je osmnáctá nejjasnější hvězda oblohy a devátá nejjasnější hvězda jižní oblohy. Najdeme ji po prodloužení spojnic hvězd Scheat a Markab (alfa a beta Pegasi).
Beta Piscis Austrini má jméno Fum al Samakah, což znamená „ústa ryby“. Je to optická dvojhvězda rozlišitelná dobrým polním dalekohledem. Hlavní složka má jasnost 4,4 mag a její průvodce v odstupu 30,3″ má 7,5 mag. Dá se poměrně snadno rozlišit. Dvojhvězdami jsou i gama, delta a epsilon. Gama se rozlišuje hůře než beta, protože vzájemný odstup složek je jen 4,3″ a jejich jasnost je 4,5 a 8,1 magnitud. Na jejich rozlišení potřebujeme dalekohled s minimálně 10cm průměrem objektivu. Delta Piscium Austrini má složky s jasnostmi 4,2 a 9,2 magnitud ve vzájemném odstupu 5,0″. V dvojhvězdě Epsilon Piscis Austrini mají společníci jasnost 5,5 a 6,5 mag, přičemž jejich odstup je 1,6″. Na jejich rozlišení je třeba dalekohled s průměrem objektivu větším než 10 cm.
Lacaille 9352 je červený trpaslík sedmé magnitudy, který však patří mezi naše nejbližší hvězdy (vzdálenost od Slunce 11,47 ly) a zároveň mezi hvězdy s největším vlastním pohybem.

## Objekty
Souhvězdí obsahuje několik galaxií, ale všechny jsou velmi slabé. Zdánlivá jasnost těch nejjasnějších se pohybuje okolo 12. hvězdné velikosti. Nachází se tu též radiant slabého meteorického roje Piscid. Ty mají maximum okolo 30. července a objevují se večer od jihovýchodního obzoru.

## Poloha
Jižní ryba je obklopená pouze nevýraznými souhvězdími. Ji samotnou však není těžké najít díky jasné hvězdě Fomalhaut, které je možno najít na prodloužené spojnici zmiňovaných hvězd Pegasova čtverce, přímo pod hlavou Pegasa. Celé souhvězdí však vychází poměrně nízko nad obzor a není pozorovatelné v severních částech Evropy.